# Hamersveld-Oud
Hamersveld-Oud is een wijk gedeeltelijk in het centrum van Leusden gelegen. De wijk telt 1.235 inwoners (2023), naar verwachting zal dit aantal aankomende jaren flink verhogen door de nieuwbouw bij winkelcentrum de Biezenkamp.

## Geschiedenis
Van oorsprong was de wijk het kleine dorp "Hamersveld" dat al eeuwen geleden bestond, maar nooit groter werd dan enkele boerderijen, vrijstaande woningen en een kerk, waarvan veel gebouwen nog steeds in volle glorie aanwezig zijn. Pas na de Tweede Wereldoorlog kwam er beweging in het dorp en werden er steeds meer woningen gebouwd aan de Hamersveldseweg, Zwarteweg en Burg. de Beaufortlaan. Daarna vanaf de jaren 50 en 60 van de 20e eeuw, kwamen er grote nieuwbouwprojecten die ervoor zorgden dat de vroegere dorpen Hamersveld en Leusbroek (nu de wijk Leusden-Zuid) aan elkaar werden verbonden. Vanaf dat moment kwamen er tientallen faciliteiten zoals o.a. twee winkelcentra bij.

## Voormalige gemeentehuizen

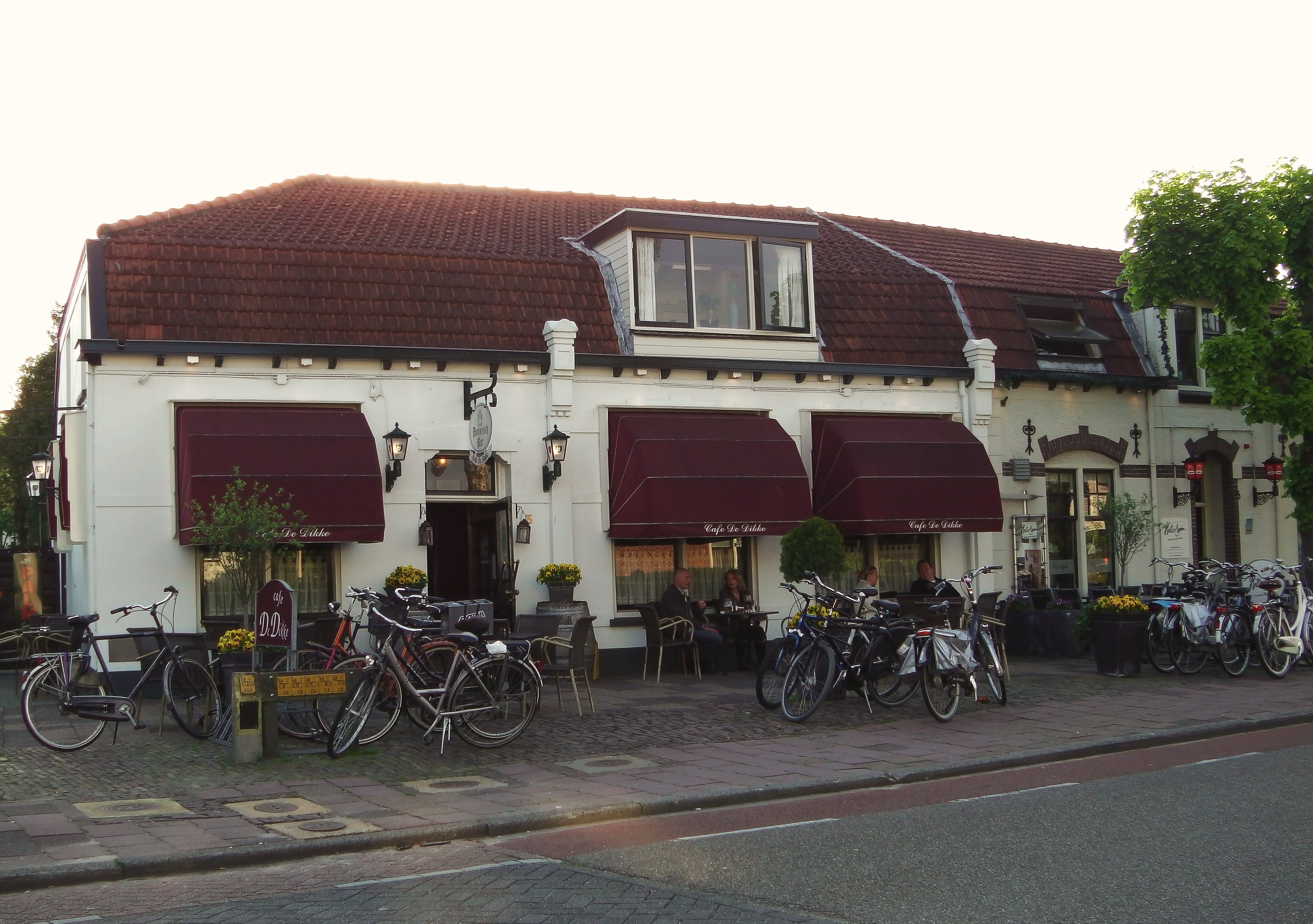
Oud pand aan de Zwarteweg dat dateert uit 1910

In de wijk staan twee voormalige gemeentehuizen, het eerste is aan de Burg. de Beaufortweg gelegen en werd gebouwd in 1908. Later werd het gebouw te klein en werd er tegenover een groter gemeentehuis gebouwd, dat dateert uit 1956. Toen begin jaren 80 het winkelcentrum de Hamershof (wat zuidelijker is gelegen) werd gebouwd is hier een nieuwe gemeentehuis neergezet. Boven de ingang van het gemeentehuis uit 1956 is nog te zien hoe de wapens van de gemeente Leusden en de gemeente Stoutenburg er toentertijd uitzagen.